# Ostedes griseoapicaloides
Ostedes griseoapicaloides là một loài bọ cánh cứng trong họ Cerambycidae.